# Sırıklı
Sırıklı ist ein Dorf im Landkreis Bekilli der türkischen Provinz Denizli. Sırıklı liegt etwa 98 km nordöstlich der Provinzhauptstadt Denizli und 13 km nordöstlich von Bekilli. Sırıklı hatte laut der letzten Volkszählung 693 Einwohner (Stand Ende Dezember 2010).